# 石田昭彦
石田 昭彦（いしだ あきひこ、1955年6月12日 - ）は、日本のジャーナリスト。元日本テレビ報道局業務部長。東京都出身。

## 経歴
1978年、報道記者として日本テレビに入社。NNNソウル支局勤務等を経て、1992年から1999年までニュースキャスターを務める。
その後、業務部へ異動し、部長職を経て、2007年7月1日より事務局長に就任。
以後、一般社団法人放送サービス高度化推進協会（A-PAB、旧デジタル放送推進協会）常務理事を務めるなど、日本テレビを定年退職するまで地上デジタルテレビ放送の推進・普及に関する業務に従事した。

## 出演番組
| 期間         | 期間         | 番組名                    | 役職                           | 備考                                                                             |
| ------------ | ------------ | ------------------------- | ------------------------------ | -------------------------------------------------------------------------------- |
| 1992年4月    | 1999年4月2日 | ジパングあさ6             | 『ニュースジパング』キャスター | 両番組とも、1993年3月まで笹尾敬子の代役担当、4月から週後半（木曜日・金曜日）担当 |
| 1992年4月    | 1999年4月2日 | ルックルックこんにちは    | ニュースコーナーキャスター     | 両番組とも、1993年3月まで笹尾敬子の代役担当、4月から週後半（木曜日・金曜日）担当 |
| 1996年6月1日 | 1999年4月3日 | ニュースプラス1・サタデー | キャスター                     |                                                                                  |
| 1996年6月2日 | 1999年4月4日 | ニュースプラス1・サンデー | キャスター                     |                                                                                  |